# Tampón de Britton-Robinson
El tampón de Britton-Robinson (también conocido como BRB, también conocido como PEM) es un tampón de pH «universal» utilizado para el rango de pH 2 a pH 12. Los tampones universales consisten en mezclas de ácidos de fuerza decreciente (que aumentan el pKa), de modo que el cambio en el pH es aproximadamente proporcional a la cantidad de álcali agregado. Se compone de una mezcla de 0,04 M de H3BO3, 0,04 M de H3PO4 y 0,04 M de CH3COOH que ha sido valorada al pH deseado con 0,2 M de NaOH. Britton y Robinson también propusieron una segunda formulación que dio una respuesta de pH esencialmente lineal al álcali agregado de pH 2.5 a pH 9.2 (y tampones a pH 12). Esta mezcla se compone de 0,0286 M de ácido cítrico, 0,0286 M KH2 PO4, 0,0286 MH3BO3, 0,0286 M barbital y M 0,0286 HCl titula con NaOH 0,2 M. 
Esto fue inventado en 1931 por el químico inglés Hubert Thomas Stanley "Kevin" Britton (1892 – 1960) con el químico neozelandés Robert Anthony Robinson (1904-1979).